# Mistrovství Evropy ve sportovním lezení 2008
Mistrovství Evropy ve sportovním lezení 2008 (anglicky: IFSC European Championship, francouzsky: Championnats d'Europe d'escalade) se uskutečnilo již po osmé, 15.–18. října v Paříži, podruhé v tomto hlavním městě a potřetí ve Francii..

## Průběh závodů

### Češi na ME
Česká republika měla na tomto šampionátu velmi silnou sestavu lezců – dlouhodobou špičku české lezecké scény. Tomáš Mrázek získal stříbrnou medaili v lezení na obtížnost. Lucie Hrozová skončila ve finále na rychlost čtvrtá a Silvie Rajfová v semifinále v boulderingu šestnáctá. Liborovi Hrozovi se nevydařilo semifinále v lezení na rychlost, velmi slušný výkon předvedl Martin Stráník v lezení na obtížnost a v boulderingu.

### Výsledky mužů a žen
| obtížnost                 | obtížnost              | rychlost                  | rychlost            | bouldering             | bouldering              |
| ------------------------- | ---------------------- | ------------------------- | ------------------- | ---------------------- | ----------------------- |
| muži                      | ženy                   | muži                      | ženy                | muži                   | ženy                    |
| 1. Patxi Usobiaga Lakunza | 1. Johanna Ernst       | 1. Jevgenij Vajcechovskij | 1. Edyta Ropek      | 1. Jérôme Meyer        | 1. Natalija Gros        |
| 2. Tomáš Mrázek           | 2. Maja Vidmar         | 2. Maksym Osipov          | 2. Olga Morozkinová | 2. Kilian Fischhuber   | 2. Anna Stöhr           |
| 3. Manuel Romain          | 3. Mina Markovič       | 3. Maxim Stěnkovyj        | 3. Anna Stenkovaya  | 3. Cédric Lachat       | 3. Hannah Midtboe       |
|                           |                        |                           |                     |                        |                         |
| 29.-31. Martin Stráník    | 29.-30. Lucie Hrozová  | 16. Libor Hroza           | 4. Lucie Hrozová    | 23.-24. Martin Stráník | 16. Silvie Rajfová      |
| 48.-50. Petr Resch        | 33.-34. Silvie Rajfová | 17. Martin Šifra          | -                   | 42. Jakub Hlaváček     | 35.-36. Nelly Kudrová   |
| 55.-59. Jakub Hlaváček    | -                      | -                         | -                   | -                      | 35.-36. Helena Lipenská |
|                           |                        |                           |                     |                        |                         |
| 8 finalistů               | 8 finalistek           | 4/8 finalistů             | 4/8 finalistek      | 6 finalistů            | 6 finalistek            |
| 27 semifinalistů          | 27 semifinalistek      | 16 semifinalistů          | 16 semifinalistek   | 21 semifinalistů       | 21 semifinalistek       |
| 74 mužů                   | 43 žen                 | 36 mužů                   | 26 žen              | 68 mužů                | 49 žen                  |

### Čeští Mistři a medailisté
| Disciplína | Lezec/lezkyně | Zlato | Stříbro          | Bronz |
| ---------- | ------------- | ----- | ---------------- | ----- |
| Obtížnost  | Tomáš Mrázek  |       | Stříbrná medaile |       |

### Medaile podle zemí
| pořadí | stát      | Zlatá medaile | Stříbrná medaile | Bronzová medaile | celkem |
| ------ | --------- | ------------- | ---------------- | ---------------- | ------ |
| 1.     | Rakousko  | 1             | 2                | 0                | 3      |
| 2.     | Rusko     | 1             | 1                | 1                | 3      |
| 2.     | Slovinsko | 1             | 1                | 1                | 3      |
| 4.     | Francie   | 1             | 0                | 1                | 2      |
| 5.     | Ukrajina  | 0             | 1                | 1                | 2      |
| 6.     | Španělsko | 1             | 0                | 0                | 1      |
| 6.     | Polsko    | 1             | 0                | 0                | 1      |
| 8.     | Česko     | 0             | 1                | 0                | 1      |
| 9.     | Švýcarsko | 0             | 0                | 1                | 1      |
| 9.     | Norsko    | 0             | 0                | 1                | 1      |

### Zúčastněné země
| 1.   | Španělsko          | Rakousko   | Rusko      | Polsko     | Francie            | Slovinsko          |
| 2.   | Česko              | Slovinsko  | Ukrajina   | Rusko      | Rakousko           | Rakousko           |
| 3.   | Francie            | Francie    | Polsko     | Česko      | Švýcarsko          | Norsko             |
| 4.   | Rakousko           | Rusko      | Maďarsko   | Ukrajina   | Rusko              | Belgie             |
| 5.   | Rusko              | Belgie     | Rakousko   | Nizozemsko | Itálie             | Francie            |
| 6.   | Ukrajina           | Ukrajina   | Česko      | Belgie     | Španělsko          | Rusko              |
| 7.   | Slovinsko          | Německo    | Švýcarsko  | Itálie     | Ukrajina           | Ukrajina           |
| 8.   | Německo            | Polsko     | Francie    | Francie    | Slovinsko          | Česko              |
| 9.   | Norsko             | Švýcarsko  | Německo    | Rakousko   | Spojené království | Itálie             |
| 10.  | Bulharsko          | Španělsko  | Bulharsko  | Maďarsko   | Nizozemsko         | Nizozemsko         |
| 11.  | Švýcarsko          | Norsko     | Slovensko  | Gruzie     | Finsko             | Švédsko            |
| 12.  | Nizozemsko         | Itálie     | Švédsko    | -          | Česko              | Spojené království |
| 13.  | Itálie             | Švédsko    | Nizozemsko | -          | Bulharsko          | Španělsko          |
| 14.  | Maďarsko           | Česko      | Belgie     | -          | Německo            | Německo            |
| 15.  | Polsko             | Nizozemsko | Gruzie     | -          | Belgie             | Maďarsko           |
| 16.  | Belgie             | Turecko    | Srbsko     | -          | Polsko             | Slovensko          |
| 17.  | Švédsko            | Chorvatsko | -          | -          | Maďarsko           | Turecko            |
| 18.  | Portugalsko        | Maďarsko   | -          | -          | Norsko             | Portugalsko        |
| 19.  | Spojené království | -          | -          | -          | Švédsko            | Chorvatsko         |
| 20.  | Turecko            | -          | -          | -          | Slovensko          | -                  |
| 21.  | Severní Makedonie  | -          | -          | -          | Turecko            | -                  |
| 22.  | Chorvatsko         | -          | -          | -          | Chorvatsko         | -                  |
| 23.  | Srbsko             | -          | -          | -          | Portugalsko        | -                  |
| (26) | 23                 | 18         | 16         | 11         | 23                 | 19                 |